# Antonio María Rouco Varela
Antonio María Rouco Varela (Vilalba, Lugo, 20 d'agost de 1936) és un cardenal espanyol. En l'actualitat és arquebisbe emèrit de l'arxidiòcesi de Madrid.

## Biografia
Després de fer estudis de llatí, humanitats i filosofia al Seminari de Mondoñedo entre 1946 i 1954, va estudiar teologia a la Universitat Pontifícia de Salamanca entre 1954 i 1958. Va ser ordenat sacerdot el 28 de març de 1959 a la Catedral Vella de Salamanca; pocs dies després, celebra la seva primera missa a l'església parroquial de Santa Maria de Villalba. Després va estudiar dret i teologia a la Universitat de Múnic. Hi va obtenir el doctorat el 1964 amb una tesi sobre les relacions entre Església i Estat al segle xvi.
Va ser professor de Teologia Fonamental i Dret canònic al Seminari de Mondoñedo entre 1964 i 1966, i professor adjunt a l'Institut de Dret Canònic de la Universitat de Múnic entre 1966 i 1969. El 1969, ja a Salamanca, va passar a formar part de la Universitat Pontifícia de Salamanca per exercir com a professor de Dret Públic Eclesiàstic fins a 1971, quan es converteix en catedràtic de Dret Canònic Fonamental. El 1972, és nomenat vicerector.

## Episcopat
Va ser consagrat com a bisbe titular de Gergi i nomenat bisbe auxiliar de Santiago de Compostel·la on es va traslladar el 1976. Posteriorment, el 1984, seria nomenat arquebisbe d'aquesta mateixa ciutat. Va participar en l'organització de diversos esdeveniments majors a la ciutat, entre ells la visita del papa Joan Pau II el 1982.
El 1994 va ser nomenat arquebisbe de Madrid i el 1998 el papa Joan Pau II el va nomenar cardenal al consistori del 21 de febrer de 1998. Va ser president de la Conferència Episcopal Espanyola entre 1999 i 2005 durant dos mandats. A la mort de Joan Pau II, Antonio María Rouco Varela va ser un dels cardenals electors que van participar en el conclave papal del 2005, al qual es va elegir Benet XVI com a nou pontífex màxim. Enguany, per sorpresa el bisbe de Bilbao va substituir Rouco Varela al capdavant de la Conferència Episcopal.
El 2007 una sentència del Tribunal Suprem va confirmar la condemna de l'Arquebisbat de Madrid, presidit per Rouco Varela, com a responsable civil subsidiari d'un cas d'abusos sexuals continuats a un menor per part d'un sacerdot madrileny.
El 4 de març de 2008 va ser reelegit per tercera vegada com a president de la Conferència Episcopal, després del mandat (2005-2008) del bisbe de Bilbao Ricardo Blázquez que el 2008 passaria a ser-ne vicepresident.
El 27 i 28 de març de 2009 es van celebrar diversos actes commemorant les noces d'or sacerdotals de Rouco. El 18 de setembre de 2010 participen en la cerimònia de beatificació de la religiosa Maria de la Puríssima celebrat a l'Estadi de la Cartuja de Sevilla. Va ser reelegit president de la Conferència Episcopal Espanyola l'1 de març de 2011 durant la XCVII assemblea plenària.
Rouco Varela és un conegut defensor de l'anomenat camí neocatecumenal. Conjuntament amb el seu fundador, Kiko Argüello, ha coordinat les reunions massives del 31 de desembre de 2007 i 2008 conegudes com a «dies de família», per promoure el model familiar catòlic. Durant el seu mandat com a arquebisbe de Madrid, va fer renovar la catedral de l'Almudena amb pintures fetes per Argüello i mosaics fets pel pare Marko Ivan Rupnik.
L'abril 2014 va rebre la Medalla d'Or de la Comunitat de Madrid, «per la tasca que ha desenvolupat pels madirlenys». El 28 d'agost de 2014 el papa Francesc acceptà la seva dimissió com a arquebisbe de Madrid. El papa va tancar l'era de Rouca en nomenar Carlos Osoro, un moderat com el seu successor. Enguany el director de Religión Digital José Manuel Vidal va publicar el llibre Rouco. La biografia no autorizada, un retrat d'un religiós «qui ha passat de ser un religiós progressista fins a convertir-se en un dels màxims defensors de les polítiques de dretes.»

## Controvèrsies i crítiques
Rouco Varela ha estat descrit pels mitjans de comunicació i pels seus crítics com un dels jerarques més conservadors de l'Església a Espanya. Els seus posicionaments públics en temes de moral sexual o el seu centralisme faç a les conferències episcopals diferenciades sovint han estat acompanyats de polèmica.
Així, va mostrar un total desacord vers les polítiques sobre l'avortament o el matrimoni homosexual, que veu com una evolució negativa, símptoma inquietant als seus ulls del «relativisme cultural a la societat». Moltes d'aquestes preses de posició públiques van dividir l'opinió dels mitjans, associacions i polítics en seguidors aficionats d'un costat, i en rebuig total de l'altre costat, criticant l'home que ha frenat la renovació de l'Església.
Rouco Varela ha mostrat en diverses ocasions la seva oposició al que ell anomena «una resurrecció del laïcisme radical a Espanya». Pel que fa a la crisi i la seva incidència sobre els joves durant les mobilitzacions del moviment dels indignats (15M), opinà que els seus participants impacten «sobretot en els joves, com estem veient en aquests dies amb el fenomen del 15M a la Puerta del Sol; joves que no coneixen Déu, que no coneixen Crist... que es troben amb les vides trencades, i si les solucions temporals i materialistes no funcionen, com no estan funcionant, el fracàs està servit i la revolta també, i el desconcert encara més.»
Davant el moviment independentista de Catalunya, a la conferència inaugural de la CII Assemblea General de la Conferència Episcopal Espanyola, va afirmar que estava «preocupat pel fet que la unió d'Espanya pogués arribar a trencar-se. La unitat de la nació espanyola és una part principal del bé comú de la societat que ha de ser tractada amb responsabilitat moral.» Espanya es trenca i la culpa és, segons el cardenal, «del materialisme, el relativisme i l'emotivisme», així com els atacs al matrimoni, la família i la vida humana, que ha de defensar-se «tant als inicis de l'existència com als finals».
Després jubilar-se, la seva resistència a deixar el palau arquebisbal i la seva tria d'un pis luxuós, quan el papa Jorge Mario Bergoglio predica la modèstia, va ser un altre subjecte de polèmica.